# Ligne 1 du métro d'Incheon
Pour les articles homonymes, voir Ligne 1.
La ligne 1 du métro d’Incheon (en coréen : 인천 도시철도 1호선 et officiellement en anglais : Incheon Subway Line 1) est une ligne du métro d'Incheon. Elle fait partie du réseau métropolitain du métro de Séoul.
Longue de 30,3 km et établie sur un axe nord-sud, il faut 57 minutes pour passer du nord d'Incheon au quartier des affaires internationales au sud. Elle est en correspondance sans frais avec la ligne 1, la ligne 7 et la ligne Suin–Bundang, mais aussi avec la ligne AREX qui dessert l'Aéroport international d'Incheon.

## Situation sur le réseau

Plan du réseau du métro de Séoul (2023)

## Histoire
Les essais en ligne ont commencé en mars 1999. Après une période de construction de 6 ans, la première section de la ligne, de Dongmak à Bakchon est ouverte à l'exploitation le 6 octobre 1999. Cette même année la ligne est prolongée de Bakchon à Gyulhyeon le 7 décembre.
Les mises en service de prolongements se poursuivent à la fin des années 2000. Ils débutent par un prolongement vers le nord, de Gyulhyeon à Gyeyang le 16 mars puis au sud-ouest sur une longueur de 6,5 km  de Dongmak à Quartier d'affaires international.
Le 12 décembre 2020 la ligne est prolongée de 0,9 km vers l'ouest de Quartier d'affaires international à Songdo Moonlight Festival Park.

## Infrastructure

### Ligne
Le parcours complet du nord au sud, de Gyeyang à Dongmak dure environ 50 minutes. Des correspondances existent avec les lignes 1 et 7 du métro de Séoul, la ligne AREX vers l'aéroport d'Incheon et la ligne 2 du métro d'Incheon. Le métro d'Incheon est souterrain, sauf au nord de Gyulhyeon.

### Stations
|      |                                     |  |     |      |         |             |  |  |  |
| I110 | Gyeyang                             |  | --- | 0,0  | Incheon | Gyeyang-gu  |  |  |  |
| I111 | Gyulhyeon                           |  | 0,9 | 0,9  | Incheon | Gyeyang-gu  |  |  |  |
| I112 | Bakchon                             |  | 1,5 | 2,4  | Incheon | Gyeyang-gu  |  |  |  |
| I113 | Imhak                               |  | 1,1 | 3,5  | Incheon | Gyeyang-gu  |  |  |  |
| I114 | Gyesan                              |  | 1,1 | 4,6  | Incheon | Gyeyang-gu  |  |  |  |
| I115 | Univ. nat. de pédagogie de Gyeongin |  | 0,9 | 5,5  | Incheon | Gyeyang-gu  |  |  |  |
| I116 | Jakjeon                             |  | 0,9 | 6,4  | Incheon | Gyeyang-gu  |  |  |  |
| I117 | Galsan                              |  | 1,4 | 7,8  | Incheon | Bupyeong-gu |  |  |  |
| I118 | Mairie de Bupyeong-gu               |  | 1,0 | 8,8  | Incheon | Bupyeong-gu |  |  |  |
| I119 | Marché de Bupyeong                  |  | 1,1 | 9,9  | Incheon | Bupyeong-gu |  |  |  |
| I120 | Bupyeong                            |  | 0,9 | 10,8 | Incheon | Bupyeong-gu |  |  |  |
| I121 | Dongsu                              |  | 0,9 | 11,7 | Incheon | Bupyeong-gu |  |  |  |
| I122 | Bupyeongsamgeori                    |  | 1,1 | 12,8 | Incheon | Bupyeong-gu |  |  |  |
| I123 | Ganseogogeori                       |  | 1,2 | 14,0 | Incheon | Namdong-gu  |  |  |  |
| I124 | Hôtel de ville d'Incheon            |  | 1,4 | 15,4 | Incheon | Namdong-gu  |  |  |  |
| I125 | Culture & Arts Center               |  | 1,0 | 16,4 | Incheon | Namdong-gu  |  |  |  |
| I126 | Terminal des bus d'Incheon          |  | 0,8 | 17,2 | Incheon | Nam-gu      |  |  |  |
| I127 | Complexe sportif de Munhak          |  | 0,8 | 18,0 | Incheon | Yeonsu-gu   |  |  |  |
| I128 | Seonhak                             |  | 0,8 | 18,8 | Incheon | Yeonsu-gu   |  |  |  |
| I129 | Sinyeonsu                           |  | 1,1 | 19,9 | Incheon | Yeonsu-gu   |  |  |  |
| I130 | Woninjae                            |  | 0,9 | 20,8 | Incheon | Yeonsu-gu   |  |  |  |
| I131 | Dongchun                            |  | 1,1 | 21,9 | Incheon | Yeonsu-gu   |  |  |  |
| I132 | Dongmak                             |  | 1,0 | 22,9 | Incheon | Yeonsu-gu   |  |  |  |
| I133 | Campus Town                         |  | 1,6 | 24,5 | Incheon | Yeonsu-gu   |  |  |  |
| I134 | Technopark                          |  | 0,8 | 25,3 | Incheon | Yeonsu-gu   |  |  |  |
| I135 | BIT Zone                            |  | 1,4 | 26,7 | Incheon | Yeonsu-gu   |  |  |  |
| I136 | Université nationale d'Incheon      |  | 1,0 | 27,7 | Incheon | Yeonsu-gu   |  |  |  |
| I137 | Central Park                        |  | 0,9 | 28,6 | Incheon | Yeonsu-gu   |  |  |  |
| I138 | Quartier d'affaires international   |  | 0,8 | 29,4 | Incheon | Yeonsu-gu   |  |  |  |
| I139 | Songdo Moonlight Festival Park      |  | 0,9 | 30,3 | Incheon | Yeonsu-gu   |  |  |  |
|      |                                     |  |     |      |         |             |  |  |  |

## Projet
La municipalité d'Incheon a pour projet une extension nord de la ligne 1, de 6,9 km, depuis la station Gyeang jusqu'à la ville nouvelle de Geomdan. En 2014 le coût de cette extension était évalué à 555 milliards de won. Depuis il a évolué en passant de deux à trois stations et les retards pris ont augmenté le coût d'environ 173 milliards de won. En 2017, la nouvelle échéance est une ouverture en 2024.